# Suszówka
Suszówka – osiedle mieszkaniowe w Niepołomicach-Grobli. Administracyjnie należy do osiedla Jazy. Na jego obszarze znajduje się kościół Matki Boskiej Różańcowej, będący siedzibą parafii pod tym samym wezwaniem.